# Conophyma mitchelli
Conophyma mitchelli is een rechtvleugelig insect uit de familie Dericorythidae. De wetenschappelijke naam van deze soort werd voor het eerst geldig gepubliceerd in 1921 door Boris Petrovich Uvarov.